# Перепись населения Канады (2021)
Перепись населения Канады 2021 года (англ. Canada 2021 Census) — перепись населения Канады, прошедшая 11 мая 2021 года. По данным переписи 2021 года численность населения Канады составила 36 991 981 человек — на 5,2 % больше, чем в 2016 году, когда численность населения достигла 35 151 728 человек.
Общее количество канадцев, участвовавших в переписи, было 98 %, немногим ниже, чем численность прошедших через перепись 2016 года.

## Планирование
Обсуждения по содержанию программы переписи проходили с 11 сентября по 8 декабря 2017 года. Перепись проводилась Статистическим управлением Канады и была большей частью дистанционной из-за пандемии COVID-19 в Канаде. Управление рассматривало возможность переноса переписи на 2022 год.
Около 900 инспекторов и 31 000 переписчиков были наняты для проведения поквартирного опроса лиц и домохозяйств, которые не заполнили опросники переписи к концу мая или началу июня. Нанятые работники проводили перепись в медицинских масках и соблюдали физическую дистанцию в соответствии с антиковидными правилами безопасности.

## Анкета

Плотность населения Канады согласно переписи 2021 года
>25 человек на км²
15-24,9 человек на км²
10-14,9 человек на км²
5-9,9 человек на км²
1-4,9 человека на км²
<1 человека на км²

В начале мая 2021 года Статистическое управление Канады начало рассылать домашним хозяйствам по всей Канаде инструкции по заполнению анкеты переписи. Бумажную анкету можно было заполнить и отправить по почте, или ответить по телефону или через Интернет, используя код доступа, полученный по электронной почте. Статистическое управление Канады ожидало, что около 80 % домохозяйств заполнят анкету онлайн. Опросник был также доступен в форматах с Large-print, шрифтом Брайля, аудио и видео форматах. Вопросы анкеты были доступны на нескольких языках: арабском, упрощённом и традиционном китайском, итальянском, корейском, персидском, португальском, пенджаби, русском, испанском, урду и вьетнамском) и на языках коренных народов Канады (атикамэкв, денесулин, нунавик и нунавут инуктитут, могавки, монтанье, наскапи, северный квебек кри, оджибве, оджи-кри, равнинный кри, болотный кри и тлишо), но итоговые вопросы анкеты нужно было заполнять либо на английском, либо на французском языке.
Стандартную краткую форму анкеты заполнили 75 % домохозяйств. Остальные 25 % заполнили полную анкету с подробным сбором данных об экономическом и социальном положении домохозяйства, информации о занимаемом жилище, возрасте, владении языками, семейном положении, религиозной принадлежности и т. п. Эти вопросы шли вдобавок к основным, собранным в краткой анкете.
Те, кто заполнили анкету онлайн, могли прослушать ряд саундтреков на Spotify и YouTube, подготовленных Статистическим управлением Канады.
Заполнение анкеты являлось обязательным требованием, согласно закону, те, кто отказывались это делать, могли быть оштрафованы на сумму до 500 долларов США. Опросник должны были заполнять граждане Канады, постоянные жители, претенденты на статус беженца и лица, имеющие разрешение на учёбу или работу.

## Данные

Численность населения Канады с 1812 по 2023 гг.

Статистическое управление Канады объединило информацию, сравнило и проанализировало доходы жителей и связанные с ними данные полученные от Налогового управления Канады, а также зафиксировало иммиграционный статус анкетированных, полученный от Министерства иммиграции, беженцев и гражданства Канады, с данными из переписи населения.
Перепись населения Канады 2021 года включала новые вопросы, «имеющие решающее значение для измерения справедливости, разнообразия и инклюзивности». Впервые были заданы вопросы о способах перемещения на работу, перепись также учитывала трансгендерных людей и канадцев с небинарной гендерной идентичностью. Канада стала первой страной, предоставившей возможность обозначить подобный статус в опросниках переписи.

## Итоговые результаты
|    | Провинции и территории Канады | Население, чел. 2021 | Население, чел. 2016 | Изменение   | Процент  |
| -- | ----------------------------- | -------------------- | -------------------- | ----------- | -------- |
| 1  | Онтарио                       | 14 223 942           | 13 448 494           | 775 448 ▲   | 5,8 % ▲  |
| 2  | Квебек                        | 8 501 833            | 8 164 361            | 337 472 ▲   | 4,1 % ▲  |
| 3  | Британская Колумбия           | 5 000 879            | 4 648 055            | 352 824 ▲   | 7,6 % ▲  |
| 4  | Альберта                      | 4 262 635            | 4 067 175            | 195 460 ▲   | 4,8 % ▲  |
| 5  | Манитоба                      | 1 342 153            | 1 278 365            | 63 788 ▲    | 5,0 % ▲  |
| 6  | Саскачеван                    | 1 132 505            | 1 098 352            | 34 153 ▲    | 3,1 % ▲  |
| 7  | Новая Шотландия               | 969 383              | 923 598              | 45 785 ▲    | 5,0 % ▲  |
| 8  | Нью-Брансуик                  | 775 610              | 747 101              | 28 509 ▲    | 3,8 % ▲  |
| 9  | Ньюфаундленд и Лабрадор       | 510 550              | 519 716              | −9 166 ▼    | −1,8 % ▼ |
| 10 | Остров Принца Эдуарда         | 154 331              | 142 907              | 11 424 ▲    | 8,0 % ▲  |
| 11 | Северо-Западные территории    | 41 070               | 41 786               | −716 ▼      | −1,7 % ▼ |
| 12 | Юкон (территория)             | 40 232               | 35 874               | 4 358 ▲     | 12,1 % ▲ |
| 13 | Нунавут                       | 36 858               | 35 944               | 914 ▲       | 2,5 % ▲  |
|    | Канада                        | 36 991 981           | 35 151 728           | 1 840 253 ▲ | 5,2 % ▲  |